# Tangara à dos olive
Mitrospingus oleagineus
Espèce
Statut de conservation UICN

 LC  : Préoccupation mineure
Le Tangara à dos olive (Mitrospingus oleagineus) est une espèce de passereau de la famille des Mitrospingidae.

## Répartition
Cet oiseau fréquente les tépuis de l'est du Venezuela, de Guyana et du nord du Roraima.

### Sous-espèces
D'après Alan P. Peterson, il existe 2 sous-espèces :
- Mitrospingus oleagineus obscuripectus Zimmer & Phelps, 1945 — Uei (es) ;
- Mitrospingus oleagineus oleagineus (Salvin, 1886).